# Gyenyiszovai ember

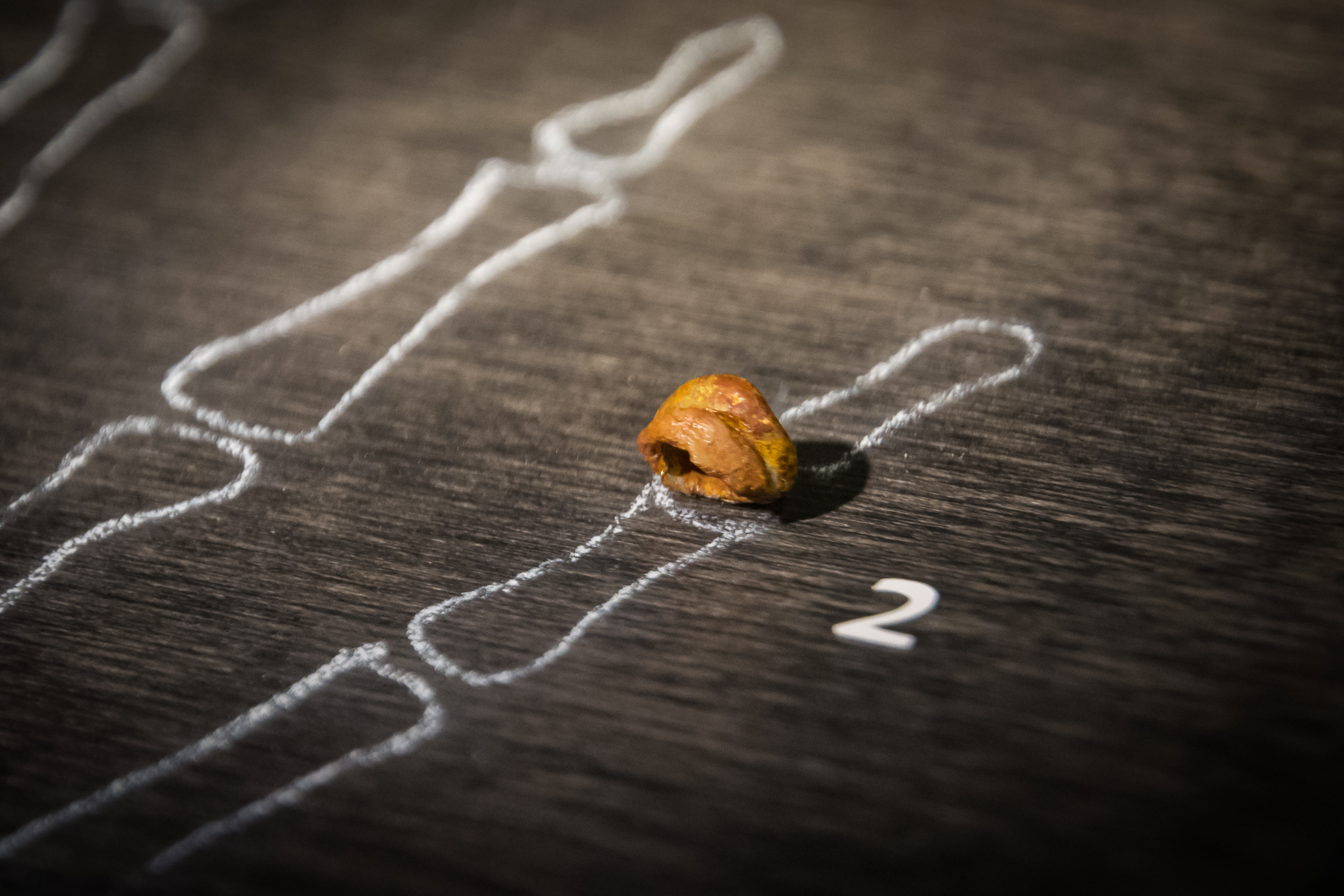
A gyenyiszovai ember ujjperce

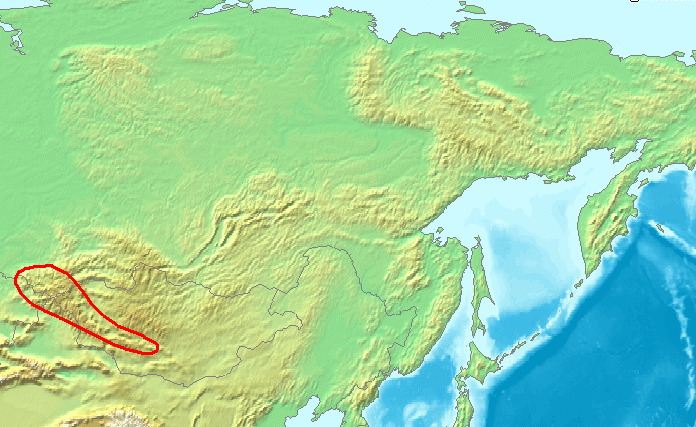
Az Altaj hegység (piros vonallal jelölve) Közép-Ázsiában

A gyenyiszovai ember (angolos átírásban denisovai ember) a Homo nem tagja, maradványait 2008-ban fedezték fel a Gyenyiszova-barlangban (Altaj hegység, Oroszország szibériai részén). 
Az egyetlen ujjpercből álló leletről a mitokondriális DNS elemzése alapján 2010-ben jelentették be, hogy az egy eddig ismeretlen emberféléhez tartozik. Az az egyed, amelynek maradványát megvizsgálták, 41 000 évvel ezelőtt élt, amikor a környéken a neandervölgyi ember, valamint a modern ember csoportjai is laktak. Egy fog és egy lábujjcsont későbbi felfedezése, ugyanettől az emberfajtától, de más egyedektől, alátámasztotta az eredeti feltevéseket.
A gyenyiszovai ember mitokondriális DNS-e különbözik mind a neandervölgyi emberétől, mind pedig a modern emberétől. A kutatásokat végző nemzetközi tudóscsoport szerint ennek az embercsoportnak közös őse volt a neandervölgyiekkel, valamint örökítőanyaguk fellelhető a mai melanéziai emberekben és az ausztráliai bennszülöttekben is, ami egy régebbi érintkezés, keveredés bizonyítéka. Hasonló vizsgálatok folynak még a később felfedezett lábujjcsonttal kapcsolatban is.

## Anatómiája és leszármazása
A gyenyiszovai ember anatómiájáról, tekintettel a minimális leletanyagra, keveset tudni. A fogleletről csak annyi bizonyos, hogy nincsenek alaktani egyezései sem a neander-völgyi, sem a modern emberével.
A szibériai csontok mitokondriális DNS-e 385 nukleotidot illetően különbözik a modern embertől az összesen mintegy 16 500-ból, és 376 ponton a neandervölgyitől, míg a modern emberek és a neandervölgyiek közötti különbség mindössze 202 nukleotid esetében mutatható ki. Összehasonlításképpen a csimpánz és a modern ember közötti különbség 1462 mitokondriális bázispárra terjed ki. A genom elemzése azt mutatja, hogy a gyenyiszovai embernek közös ősei voltak a neandervölgyiekkel.

## Felfedezése

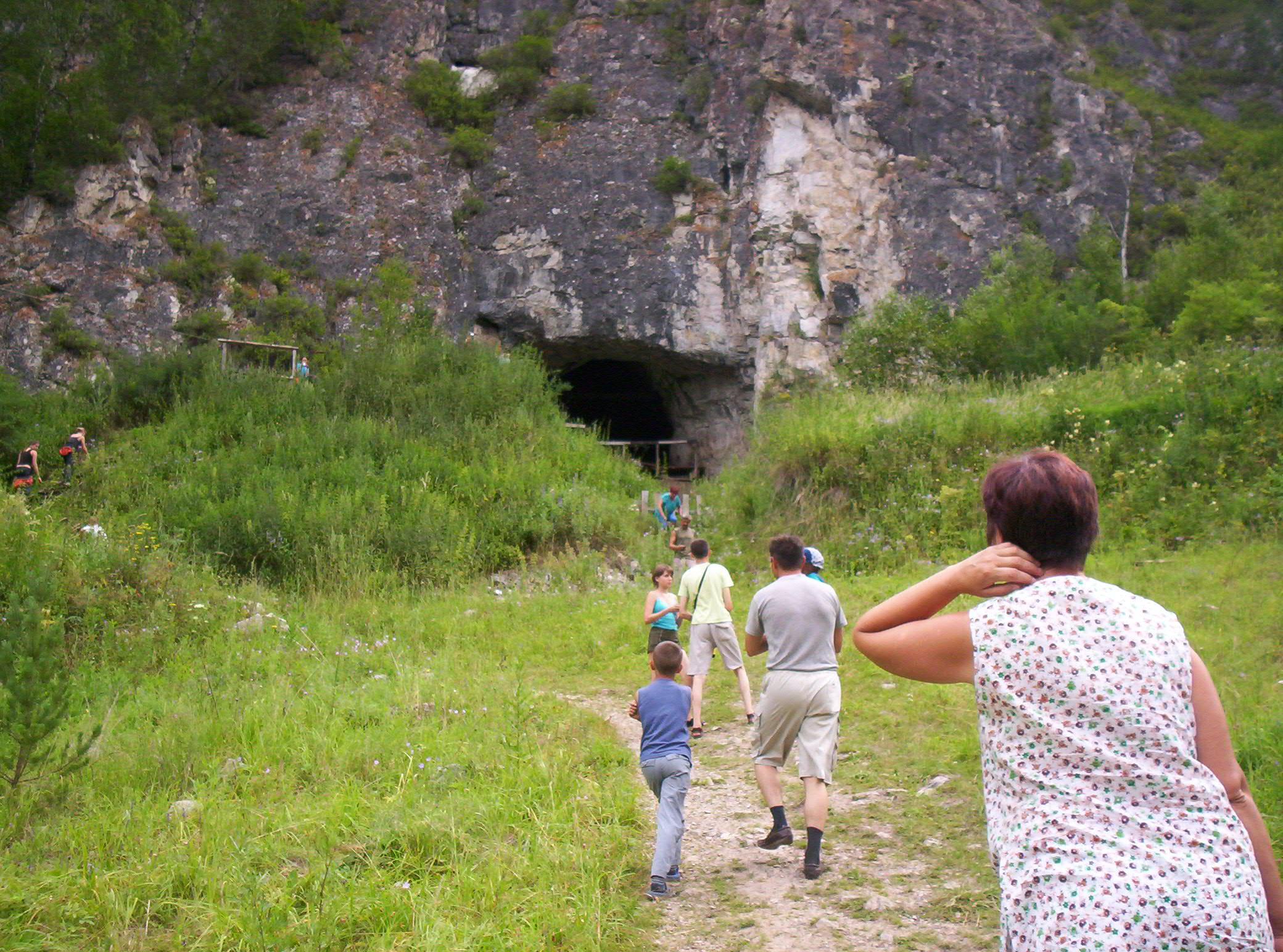
Turisták a Gyenyiszova-barlang előtt

2008-ban orosz a novoszibirszki archeológiai és etnológiai intézet kutatói az Altaj vidékén lévő Gyenyiszova-barlangban felfedeztek egy fiatal emberéhez hasonló kéz ötödik ujjának egyetlen csontját. Az egyedet „X-nőnek”, vagy gyenyiszovai embernek nevezték el. A lelet környékén emberi készítésű tárgyakat, így karkötőt is találtak. A szénizotópos kormeghatározás szerint a lelet kora 40 000 év.
A Gyenyiszova-barlangban évek óta végeznek ásatásokat a lipcsei Max Planck Evolúciós Antropológiai Intézet munkatársai, köztük Viola Bence magyar paleoantropológus. A mitokondriális DNS vizsgálatát Johannes Krause és Svante Pääbo svéd biológus végezte. A helyi hűvös éghajlat miatt a DNS tovább fenn tudott maradni. Az elemzés szerint a modern ember, a neandervölgyiek és a gyenyiszovai közös őse 1 millió évvel ezelőtt élt. A felfedezés azt is valószínűsíti, hogy ebben a térségben e három különböző emberféle találkozhatott.
A DNS-elemzés továbbá azt is kimutatta, hogy ez az új emberfajta egy korai, Afrikából történt kirajzás eredményeképpen jött létre, még azelőtt, hogy a neandervölgyiek és a modern ember elhagyták volna ezt a kontinenst, de már később, mint a Homo erectus „kivándorlása”. A kutatók szerint ennek a távoli rokoni ágnak a felfedezése sokkal összetettebbé teszi a pleisztocén korában élő emberekről, valamint az emberré válás folyamatáról alkotott képünket.

## Keveredés
A Max Planck Intézet Mark Stoneking vezette kutatócsoportja 33 ázsiai ország népességének génállományát vetette egybe a gyenyiszovaiak génállományával. Találtak kis egyezéseket Kelet-Indonéziából, Ausztráliából, Pápua Új-Guineából, a Fidzsi-szigetekről és Polinéziából származó népekkel, de nem mindegyikkel. Ez azt bizonyítja, hogy a távoli múltban a gyenyiszovaiak keveredtek a jelenlegi ázsiai népek közül egyeseknek az őseivel. A lipcsei egyetem egyik kutatója, Svante Pääbo 2022-ben orvostudományi Nobel-díjat kapott, mert ezek a kutatások a paleogenetika, mint új tudományág létrehozását eredményezték.

## Fordítás
- Ez a szócikk részben vagy egészben a Denisova hominin című angol Wikipédia-szócikk ezen változatának fordításán alapul.  Az eredeti cikk szerkesztőit annak laptörténete sorolja fel. Ez a jelzés csupán a megfogalmazás eredetét és a szerzői jogokat jelzi, nem szolgál a cikkben szereplő információk forrásmegjelöléseként.